# Милов, Вадим Сергеевич
Милов Вадим Сергеевич (1914—1991) — советский партийный деятель, первый секретарь Вологодского обкома КПСС.

## Биография
Родился в Коломне Московской губернии. Русский.
Член ВКП(б) с 1943 г.
Окончил Ленинградскую лесотехническую академию.
До 1960 г. — инспектор отдела партийных органов ЦК КПСС по РСФСР. С ноября 1960 г. по сентябрь 1961 г. — первый секретарь Вологодского обкома КПСС. В 1961—1963 гг. — второй секретарь Вологодского обкома партии. В 1963 г. переведен на работу в Бауманский райком КПСС г. Москвы.
По другим данным, в 1963—1965 — заведующий Отделом лесной, бумажной и деревообрабатывающей промышленности Комитета партийно-государственного контроля Бюро ЦК КПСС по РСФСР и СМ РСФСР; в 1965—1966 — заведующий Отделом лесной, бумажной и деревообрабатывающей промышленности Комитета народного контроля РСФСР; в 1966—1969 — заместитель заведующего Отделом лесной, бумажной и деревообрабатывающей промышленности Комитета народного контроля РСФСР.